# جيمس ويليام بنسون
جيمس ويليام بنسون (بالإنجليزية: James Benson)‏ هو مهندس أمريكي، ولد في 12 أبريل 1826، وتوفي في 10 أكتوبر 2008 في والتون أون تيمز ‏ في المملكة المتحدة بسبب ورم الدماغ.